# Atanazy (Fahd)
Atanazy, nazwisko świeckie Albert Fahd (ألبير فهد) (ur. 1965 w Latakii) – syryjski duchowny prawosławnego Patriarchatu Antiocheńskiego, od 2018 metropolita Latakii.

## Życiorys
Święcenia kapłańskie przyjął w 1997. Chirotonię biskupią otrzymał 18 lipca 2011 (?) jako biskup Tartusu. W 2018 został mianowany metropolitą Latakii.